# Cultura de Fatianovo-Balànove

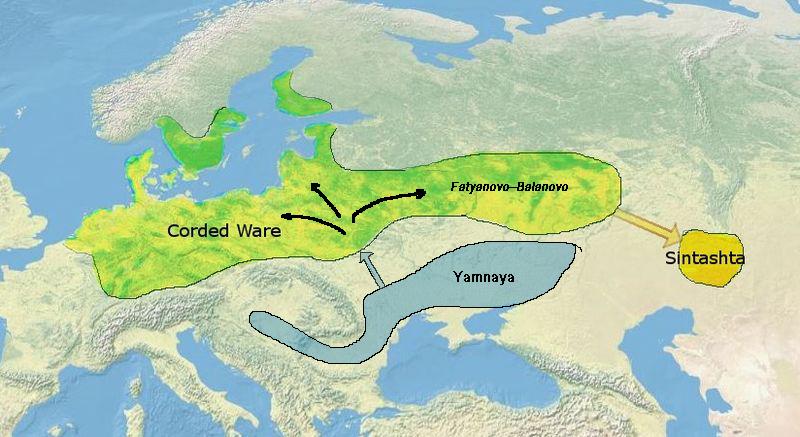
Segons Allentoft (2015), la cultura Sintaixtà probablement derivà, almenys parcialment, de la cultura de la ceràmica cordada. Nordqvist i Heyd (2020) ho confirmen

La cultura de Fatianovo-Balànove (en rus: Фатьяновская культура, romanitzat: Fatyanovskaya kul'tura) fou una cultura eneolítica i de principis de l'edat del bronze dins la cultura més àmplia de la ceràmica cordada, que s'assentà als boscos de Rússia des del c. 2900 fins al 2050 abans de la nostra era.
La cultura de Fatianovo-Balànove cresqué a l'extrem nord-est de la cultura del Dniéper Mitjà cap al 2900 abans de la nostra era, potser per una migració massiva de pobles de la cultura de la ceràmica cordada procedents d'Europa central. En expandir-se cap a l'est a costa de la cultura Vólossovo, els pobles de Fatianovo desenvoluparen mines de coure als Urals occidentals. A partir del 2300 abans de la nostra era establir assentaments dedicats a la metal·lúrgia del bronze, donant lloc així a la cultura de Balànove. Tot i que pertany a la part sud-est de l'horitzó de Fatianovo, la cultura de Balànove n'és prou diferent de la resta. La cultura de Balànove contribuí a la formació de la cultura d'Abíxevo, que al seu torn va contribuir a la formació de la cultura de Sintaixtà.
La cultura de Fatianovo-Balànove desaparegué cap a l'any 2050 abans de la nostra era. Se suposa que parlaven protoindoeuropeu.

## Història

### Orígens
La cultura de Fatianovo nasqué a l'extrem nord-est de la cultura del Dniéper Mitjà entre el 2900 abans de la nostra era i el 2.800 ae, i probablement derivava d'una variant primerenca d'aquesta cultura. S'ha descrit com la cultura cronològicament més tardana i més nord-oriental de l'expansió de la cultura de la ceràmica cordada. Els seus orígens es remunten a l'oest i al sud-oest.
La cultura de Fatianovo sembla haver estat un "autèntic moviment popular" procedent d'Europa central cap als boscos russos. A diferència d'altres cultures pertanyents a la cultura de la ceràmica cordada, la de Fatianovo es troba més enllà dels límits de l'anterior cultura Funnelbeaker dels vasos d'embut. La teoria que la cultura de Fatianovo-Balànove és intrusiva es basa en el tipus físic de la població (antropologia física), l'enterrament flexionat sota túmuls, la presència de destrals de guerra i la ceràmica.
Alguns creuen que aquesta cultura representa l'aculturació dels habitants de la cultura de la ceràmica de la pinta d'aquesta zona mitjançant els contactes amb els llauradors de la cultura de la ceràmica cordada de l'oest. Altres han remarcat les semblances entre les destrals de guerra de pedra de la cultura de Fatianovo i les de la cultura de les catacumbes.

### Distribució
La cultura de Fatianovo s'estén des del llac Peipus a l'oest fins al Volga mitjà a l'est, amb l'abast nord a la vall de l'alt Volga. La cultura Vólossovo dels indígenes recol·lectors del bosc era diferent de la cultura de Fatianovo en la ceràmica, l'economia i els ritus fúnebres. Va desaparèixer quan els habitants de Fatianovo s'endinsaren a la conca alta i mitjana del Volga.
En estendre's cap a l'est pel Volga, el poble Fatianovo descobrí els minerals de coure dels contraforts occidentals dels Urals, i començà a assentar-se a llarg termini a la regió del baix riu Kama. Ocuparen els interfluvis Kama-Viatka-Vetluga, on s'explotaven els recursos metàl·lics (dipòsits locals de gres de coure) de la regió. Els assentaments de Fatianovo metal·lúrgics en aquesta zona donaren lloc a la cultura de Balànove al voltant del 2300 ae. Tot i que forma part de la cultura de Fatianovo, la cultura de Balànove se'n distingeix prou. Les troballes ceràmiques indiquen que Balànove coexistí amb el poble Vólossovo (jaciments mixtos Balànove-Vólossovo), i també el va desplaçar. La cultura de Balànove esdevingué el nucli metal·lúrgic de la civilització més àmplia de Fatianovo.

### Final
El final de la cultura Fatianovo-Balànove es calcula entre el 2050 i el 1900 ae.
En la seua perifèria sud-est, la cultura Balànove contribuí a la formació de la cultura Abíxevo. Aquesta cultura exerciria un paper important en l'aparició de la cultura Sintaixtà.

## Característiques

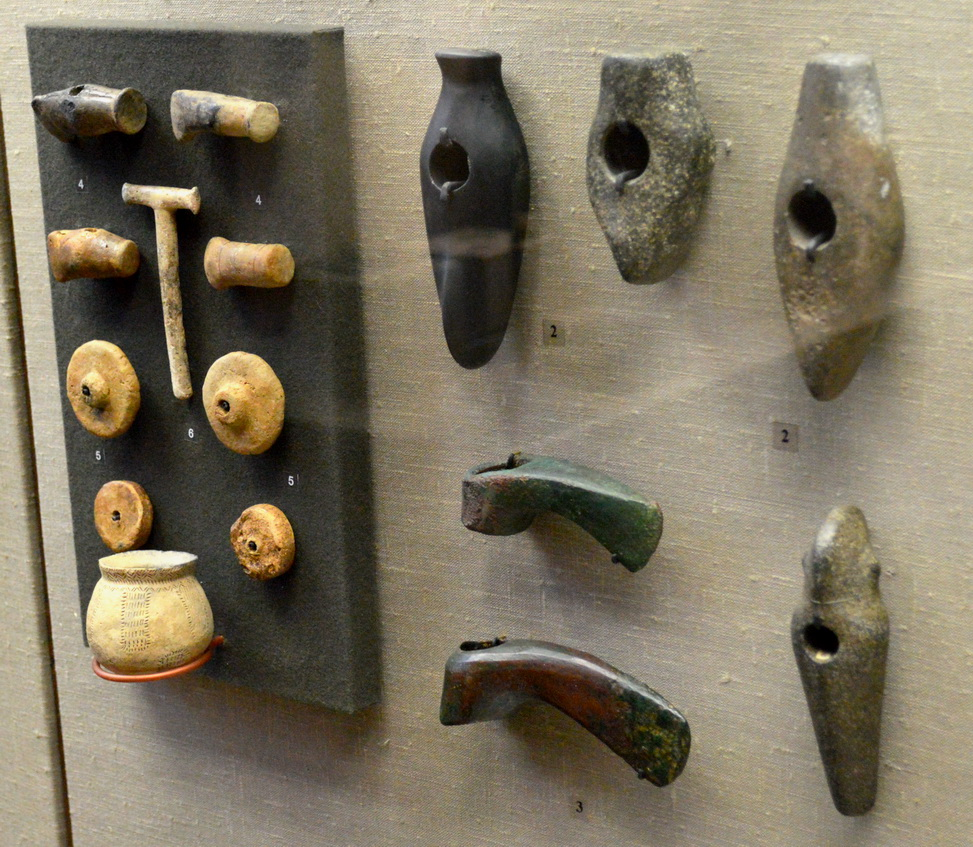
Objectes de Fatianovo-Balànove

### Ceràmica
La ceràmica de Fatianovo barreja trets mixtos de pisa cordada i àmfora globular. La ceràmica posterior de la cultura d'Abíxevo s'assembla a la ceràmica cordada de Fatianovo-Balànove.

### Assentaments
Els assentaments de la cultura de Fatianovo són escassos i mostren indicis d'un cert grau de fortificació. Els llogarets solien estar dalt dels alts pujols de les riberes del riu, i constaven de cases sobre el terra construïdes amb troncs de fusta, amb sostres de muntura, i unides per corredors.
De la cultura de Balànove s'han trobat centenars de jaciments, tant d'assentaments com de cementeris. Als pobles de Balànove hi ha cases rectangulars semisubterrànies. L'absència d'assentaments és típica de la cultura de la ceràmica cordada, i indica l'economia mòbil dels habitants de Fatianovo-Balànove.

### Economia
L'economia sembla ser prou mòbil; però s'hi troben porcs domèstics, la qual cosa suggereix que no ho era pas tant. Es considera que la cultura Fatianovo introduí una economia basada en el bestiar domèstic (ovelles, vaques, cavalls i gossos) a la zona forestal de Rússia.
Els Balànove també domesticaren ramat de tir i carros de dues rodes.

### Enterraments
Com és usual en les cultures antigues, el nostre principal coneixement de la cultura Faianovo-Balànove prové de les inhumacions. Són evidents les tombes de fossa, que podien revestir-se amb fusta.
S'han descobert uns tres-cents cementeris de la civilització Fatianovo. Els més grans tenen més de cent tombes. Algunes tombes de fossa feien més de 2 m de fondària. Així mateix, els enterraments s'ajusten als rituals de la ceràmica cordada, amb els hòmens descansant sobre el costat dret amb el cap orientat cap al sud-oest, i les dones sobre el costat esquerre amb el cap vers el nord-est. El dipòsit funerari contenia adorns de dents d'animals, ceràmica, destrals de guerra de pedra polida i, a voltes, caps de maça de pedra. En les tombes de Fatianovo s'han trobat urpes d'ós i penjolls de dents d'ós. S'han trobat objectes semblants en la cultura anterior de Sredny Stog, la cultura Iamna i la cultura de les catacumbes. Alguns arqueòlegs ho han interpretat com un senyal que l'ós tenia una funció ritual-simbòlica en la civilització Fatianovo-Balànove.
Els enterraments de Balànove (igual que els de la cultura del Dniéper Mitjà) eren tant del tipus pla com del tipus kurgan, amb fosses individuals i col·lectives. Els morts s'embolcallaven en pells d'animals o en escorça de bedoll i es posaven en cambres funeràries de fusta en fosses rectangulars subterrànies. El dipòsit funerari depenia del sexe, l'edat i la posició social. Les destrals de coure acompanyaven sobretot les persones d'alta posició social, els martells de pedra els hòmens i les destrals de sílex les dones i els infants. En les tombes es troben sovint amulets. Els kurgans d'Abíxevo són diferents dels cementeris plans de Fatianovo, tot i que les tombes planes eren un component recognoscible del ritu funerari d'Abíxevo.

### Guerra
Molts esquelets dels cementeris de Fatianovo-Balànove mostren evidències de lesions, com ara ossos trencats i cranis destrossats. Sens dubte era un poble guerrer. Sembla que van tenir seriosos conflictes amb els pobles de la cultura Abíxevo.

### Metal·listeria
En la cultura Fatianovo-Balànove hi havia objectes metàl·lics locals de procedència centreeuropea. El fet que aquests objectes metàl·lics es produïssin localment indica que tenien artesans qualificats. S'han trobat adorns i eines de coure als enterraments de Balànove (Eneolític). Els habitants de Fatianovo-Balànove explotaven els recursos metàl·lics dels Urals occidentals.
Les puntes de llança de la cultura Fatianovo-Balànove s'assemblen a les de la cultura posterior Sintaixtà, tot i que aquestes darreres eren més grosses.

## Tipus físic
Les despulles dels habitants de la cultura Fatianovo-Balànove demostren que eren caucasoides/europoides amb cranis dolicocèfals. Tenien una constitució poderosa. Els cranis de Fatyanovo-Balanovo són molt semblants als de les cultures: Abíxevo, Sintaixtà, Srubnaia i Andrónovo. Els cranis de la cultura iamna i els seus descendents directes de l'estepa del sud són menys dolicocèfals.

## Llengua
Molts estudiosos han relacionat la cultura de Fatianovo-Balànove amb una etapa pre-baltoeslava (o pre-balto-eslava-germànica) en la història de les llengües indoeuropees. J. P. Mallory uneix la cultura de Fatianovo-Balànove amb les migracions indoeuropees. Segons David W. Anthony, les migracions de Fatianovo corresponen a regions amb hidrònimos d'un dialecte de la llengua bàltica cartografiats pels lingüistes fins al riu Oka i l'alt Volga. Així, les migracions dels Fatianovo-Balànove podrien haver establert poblacions prebàltiques a la conca de l'alt Volga. Els preeslaus probablement s'estengueren entre els pobles de la cultura del Dniéper Mitjà que hi restaren.

## Genètica
(Saag et al. 2021) examinaren 24 individus de la cultura Fatianovo. Eren quasi tots d'ascendència estepària amb una moderada barreja de llauradors europeus primerencs (EEF).
Estaven més relacionats amb les poblacions del Neolític tardà i de l'edat del bronze d'Europa central, Escandinàvia i l'est del Bàltic, i s'agrupaven amb els moderns del Nord i de l'Est. Les 14 mostres masculines pertanyien a subclades de l'haplogrup I R1a-M417. Sis van poder especificar-se'n a més en l'haplogrup R1a2-Z93.
L'haplogrup R1a2-Z93 preval hui a Àsia Central i Àsia meridional més que no pas a Europa. Les 24 mostres d'ADNmt extretes pertanyien a subclades dels haplogrups materns U5, U4, U2e, H, T, W, J, K, I i N1a. Tant el llinatge patern com el matern dels individus de Fatianovo examinats eren característics de la cultura de la ceràmica cordada.
El 58% de les mostres tenia un to de pell intermedi i el 80% el cabell fosc i els ulls marrons, i només el 4% tenia cabells rossos i el 21% ulls blaus. La persistència de la lactasa era sols del 17% en les mostres de Fatianovo.  Es comprovà que la genètica dels pobladors de la cultura Fatianovo era diferent de la cultura anterior de Vólossovo, amb la qual no semblen haver-se entremesclat. La barreja d'EEF no s'ha detectat en l'anterior cultura Iamna, cosa que suggereix que els pobladors de Fatianovo no provenien dels Iamna. Els autors de la recerca suggereixen que la cultura Fatianovo sorgí d'una ràpida migració cap al nord-est des de la cultura del Dniéper Mitjà de l'actual Ucraïna i Bielorússia.